# Kevin de León

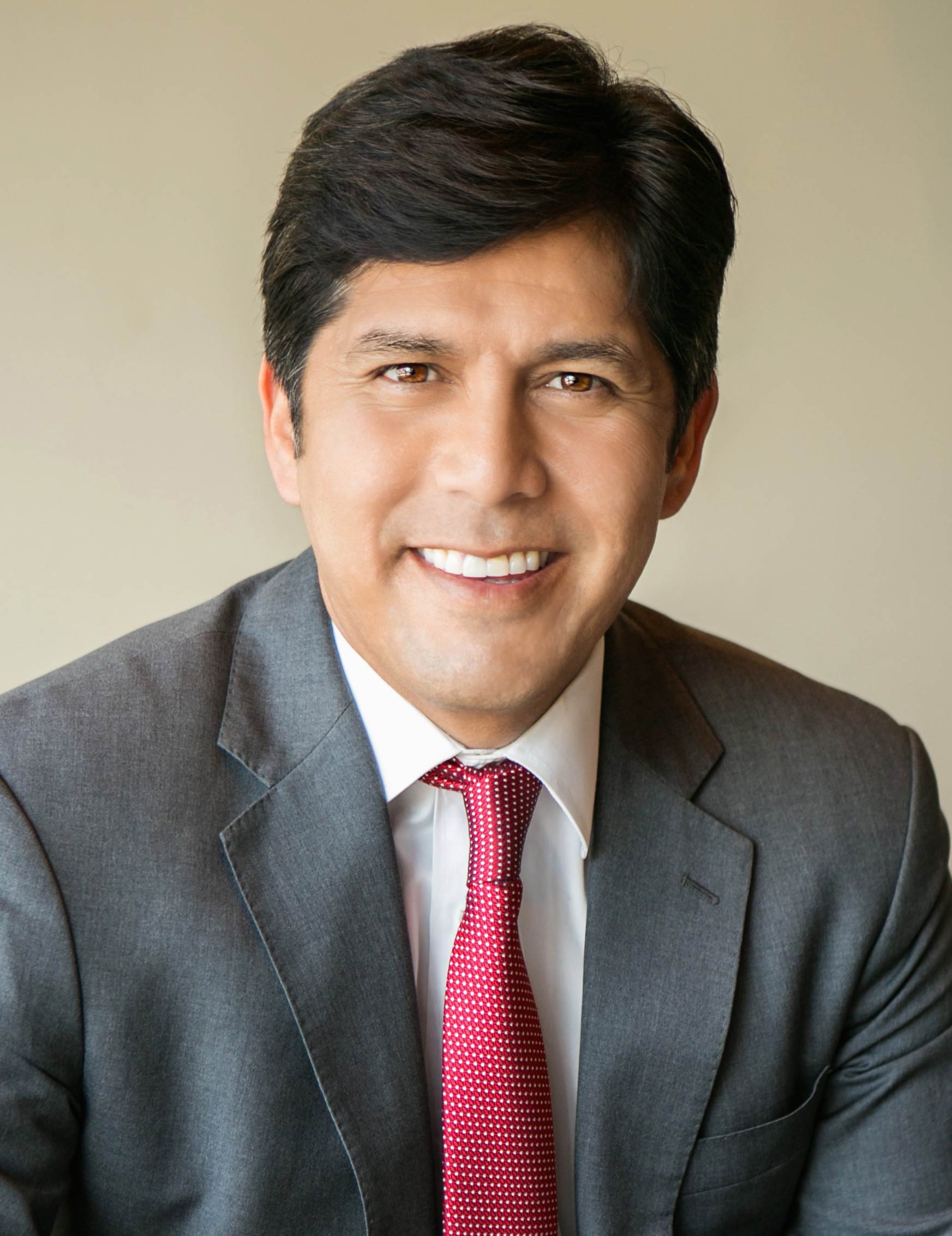
Kevin de León (2017)

Kevin de León (* 10. Dezember 1966 in Los Angeles, Kalifornien) ist ein US-amerikanischer Politiker der Demokratischen Partei. Ab 2010 gehörte er dem Senat von Kalifornien an, dem er 2014 bis 2018 als Präsident pro tempore vorstand. Zuvor war er Abgeordneter in der California State Assembly. 2018 kandidierte er erfolglos zur Wahl zum Senator der Vereinigten Staaten. Von 2020 bis zum 9. Dezember 2024 gehört de León dem Stadtrat von Los Angeles an.

## Leben
De León wuchs in San Diego als Sohn von Einwanderern aus Guatemala auf. Er erlangte als erstes Familienmitglied einen High-School-Abschluss. Nach dem Studium an der University of California, Santa Barbara und dem Pfizer College arbeitete er zunächst als Lehrer für Einwanderer aus Lateinamerika, denen er die Englische Sprache und Kultur der Vereinigten Staaten beibrachte. Während seiner Tätigkeit war de León auch in verschiedenen Lehrervereinigungen aktiv.
Kevin de León ist verheiratet und ist Vater einer Tochter.

## Politik
Im Herbst 2006 wurde er als Mitglied der Demokratischen Partei für den 45. Wahlbezirk, der auch Hollywood umfasst, in die California State Assembly zum Abgeordneten gewählt. Im November 2010 gelang ihm der Sprung in den Senat von Kalifornien, wo er den 24. Wahlbezirk repräsentiert. Sowohl als Abgeordneter als auch als Senator setzte er sich für einen strikteren Umweltschutz sowie die Rechte von Einwanderern ein. Ein weiterer Schwerpunkt lag auf dem Bereich der inneren Sicherheit. Im Oktober 2014 wurde de León als Nachfolger von Darrell Steinberg zum Präsident pro tempore des Senats gewählt. In dieser Position war er der erste Latino seit rund 130 Jahren. Damit ist er der ranghöchste Senator sowie der zweithöchste Amtsträger der Parlamentskammer. Präsident des Senats ist de jure der Vizegouverneur von Kalifornien, der aber kein Senator ist und auch nur im Falle eines Patts über ein Stimmrecht verfügt. Außerdem leitet der Vizegouverneur nur zu wenigen (besonderen) Anlässen die Tagungen des Staatssenats. Als Präsident pro tempore, der stets von der Mehrheitsfraktion gestellt wird, erlangte de León großen Einfluss über die Agenda des Senats. Hierbei erwies er sich in den meisten Themenbereichen als Unterstützer von Gouverneur Jerry Brown. 2018 konnte er wegen Amtszeitbegrenzungen nicht erneut für den Senat Kaliforniens kandidieren.
Im Frühjahr 2017 berichteten US-Medien, de León würde für bei den Wahlen 2018 für das Amt des Vizegouverneurs kandidieren. Im Herbst 2017 gelangten zudem Spekulationen an die Öffentlichkeit, de León könne bei den  Senatswahlen 2018 für den Senat der Vereinigten Staaten gegen die demokratische Amtsinhaberin Dianne Feinstein kandidieren. Mitte Oktober 2017 erklärte de León dann tatsächlich seine Bewerbung für das Amt. Befeuert wurden erste Mutmaßungen einer Kandidatur, nachdem Feinstein kurz zuvor ihre Absicht nochmals anzutreten erklärte. Zuvor hatte eine Umfrage ergeben, dass sich eine knappe Mehrheit der Kalifornier gegen eine Wiederwahl Feinsteins ausspricht, die dem Kongress bereits seit 1992 angehört und am Wahltag 85 Jahre alt wäre. Politische Beobachter sahen in de León eine mögliche Alternative für den progressiven Parteiflügel der Demokraten, der Feinstein eher skeptisch gegenüberstand. Er unterlag jedoch Feinstein in der Senatswahl 2018.
2020 wurde de León in den Stadtrat von Los Angeles gewählt und bewarb sich 2022 um das Amt des Bürgermeisters von Los Angeles, konnte sich aber mit deutlichem Abstand nicht zur Stichwahl im November 2022 qualifizieren.
Im Herbst des Jahres 2022 wurden Tonaufnahmen eines Gesprächs zwischen Kevin de León, zwei weiteren Latino-Stadträten und einem Gewerkschaftsführer bekannt. In dem Gespräch äußerten sich die Beteiligten rassistisch über Afroamerikaner. Hochrangige Demokraten, einschließlich US-Präsident Joe Biden, forderten alle Beteiligten zum Rücktritt auf. Im Gegensatz zu den anderen Beteiligten verzichtete de León nicht auf sein Mandat. Gegen den Widerstand der Parteiführung kündigte er 2023 an, sich 2024 zur Wiederwahl in den Stadtrat zu stellen. Während seiner Wiederwahlkampagne sprach er sich unter anderen für eine Umbenennung des Pershing Square in Downtown Los Angeles zu Ehren der ehemaligen Sklavin und Immobilienunternehmerin Biddy Mason aus. Er stellte sich auch demonstrativ hinter das Los Angeles Police Department. Bei den Vorwahlen konnte de Léon trotz Gegenkandidaten wie den Abgeordneten Wendy Carrillo und Miguel Santiago sich noch durchsetzen, um in die Stichwahl am 5. November einzuziehen. In der Hauptwahl im November 2024 setzte sich dann die Mieteranwältin Ysabel Jurado gegen die Léon durch. Sie war die erste Filipino-Amerikanerin, die je in den Stadtrat von Los Angeles gewählt worden war.